# Episparis sora
Episparis sora là một loài bướm đêm trong họ Erebidae.